# Кармартън
Карма̀ртън (на английски: Carmarthen; на уелски: Caerfyrddin, Кайрвъ̀рдин) е град в Южен Уелс, графство Кармартъншър. Разположен е около река Тауи, близо до нейното устие в залива Кармартън Бей на около 100 km на северозапад от столицата Кардиф. Кармартън е главен административен център на графство Кармартъншър. На около 25 km на югоизток от Кармартън се намира най-големият град в графството Ланели. Основан е по време на римското завладяване на Британия в края на 1 век. Шосеен транспортен възел. Има жп гара, колеж и пристанище, през което се пътува до залива Кармартън Бей и Атлантически океан. Населението му е 13 148 жители според данни от преброяването през 2001 г.

## Спорт
Представителният футболен отбор на града се казва АФК Кармартън Таун. Дългогодишен участник е в Уелската Висша лига.

## Личности
Родени
- Матю Стивънс (р. 1977), снукърист

## Побратимени градове
- Леневан Франция
- Санта Маринела Италия
- Ас Понтес Испания